# Daisuke Nasu
Daisuke Nasu (Japans: 那須 大亮, Nasu Daisuke) (Kagoshima, 10 oktober 1981) is een Japans voetballer.

## Clubcarrière
Daisuke Nasu speelde tussen 2002 en 2011 voor Yokohama F. Marinos, Tokyo Verdy en Júbilo Iwata. Hij tekende in 2012 bij Kashiwa Reysol.

## Olympische Spelen
Hij vertegenwoordigde zijn vaderland op de Olympische Spelen 2004 in Athene, waar de selectie onder leiding van bondscoach Masakuni Yamamoto in de groepsronde werd uitgeschakeld. 